# Strijdvlegel

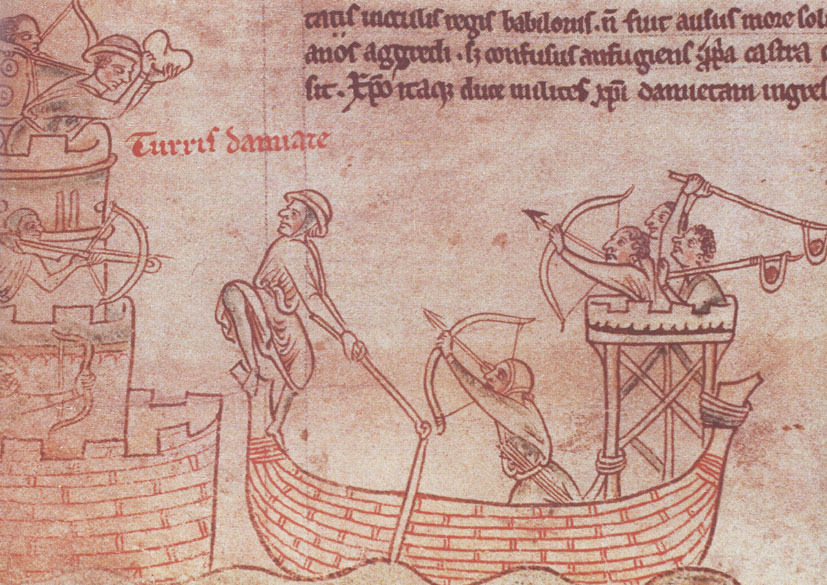
Friezen vallen tijdens de Vijfde Kruistocht de toren van Damiate aan. Op de boeg staat een Fries met een dorsvlegel te zwaaien. De strijdvlegel zou uit de dorsvlegel zijn voortgekomen.

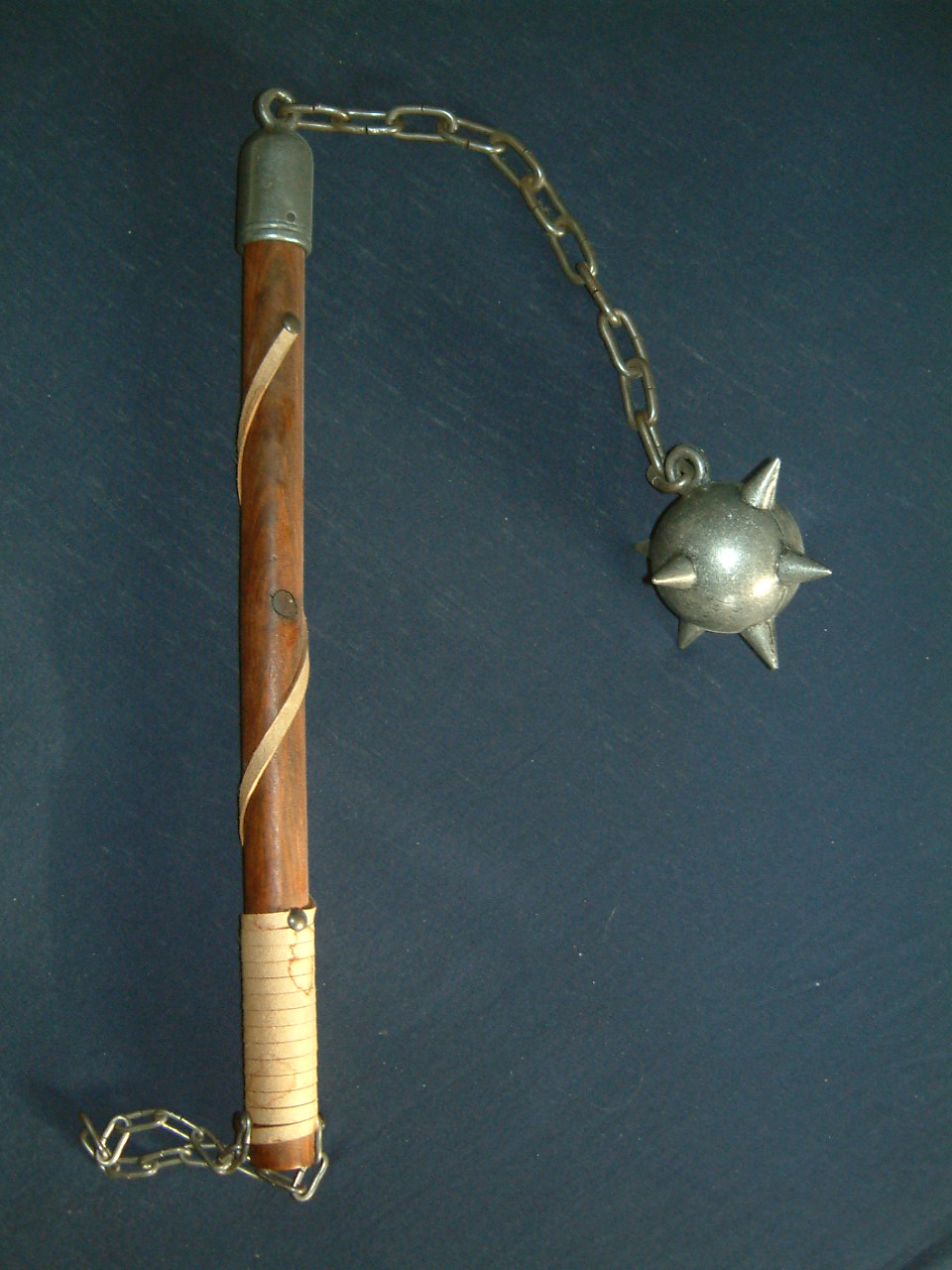
Strijdvlegel

De strijdvlegel is een middeleeuws wapentype bestaande uit een schacht met aan het uiteinde een ketting. Het uiteinde van de ketting is over het algemeen verzwaard met een korte metalen staf of een metalen bol, die vaak nog voorzien is van metalen punten. De kenmerkende eigenschap van de strijdvlegel is dat die een tegenstander kan raken die zich verdedigt met een schild.
Over de geschiedenis van de strijdvlegels is weinig bekend. Hun ontstaan wordt wel geplaatst tijdens de kruistochten. Maar ze kunnen ook wel ontstaan zijn als wapen in de middeleeuwen of zelfs de Romeinse tijd. Het is zelfs niet duidelijk of ze werkelijk ontwikkeld zijn uit dorsvlegels, of alleen "vlegel" genoemd worden vanwege een overeenkomst in bouw.
Strijdvlegels verschillen onderling sterk. De meest voorkomende strijdvlegels hebben een korte steel en een lange ketting, zoals nodig in een man-tegen-mangevecht tegen een schilddrager. Maar er zijn ook veel lansachtige, tweehandige exemplaren bekend, soms wel manshoog, die geschikter zijn om over een schildmuur te reiken.
De strijdvlegel wordt vaak foutief morgenster of goedendag genoemd.